# جوست
جوست (به انگلیسی: JOWST) با نام اصلیجوست (به انگلیسی: Joakim With Steen)(زاده ۲۶ ژوئن ۱۹۸۹) ترانه سرا، تهیه کننده موسیقی نروژی است.
او در مسابقه آواز یوروویژن ۲۰۱۷ نماینده نروژ بود .